# Ibbenbüren-Land
Ibbenbüren-Land war bis 1974 eine Gemeinde im damaligen Kreis Tecklenburg in Nordrhein-Westfalen. Die Gemeinde umfasste das bäuerliche Umland der Stadt Ibbenbüren. Ihr Gebiet gehört heute zur Stadt Ibbenbüren im Kreis Steinfurt.

## Geografie

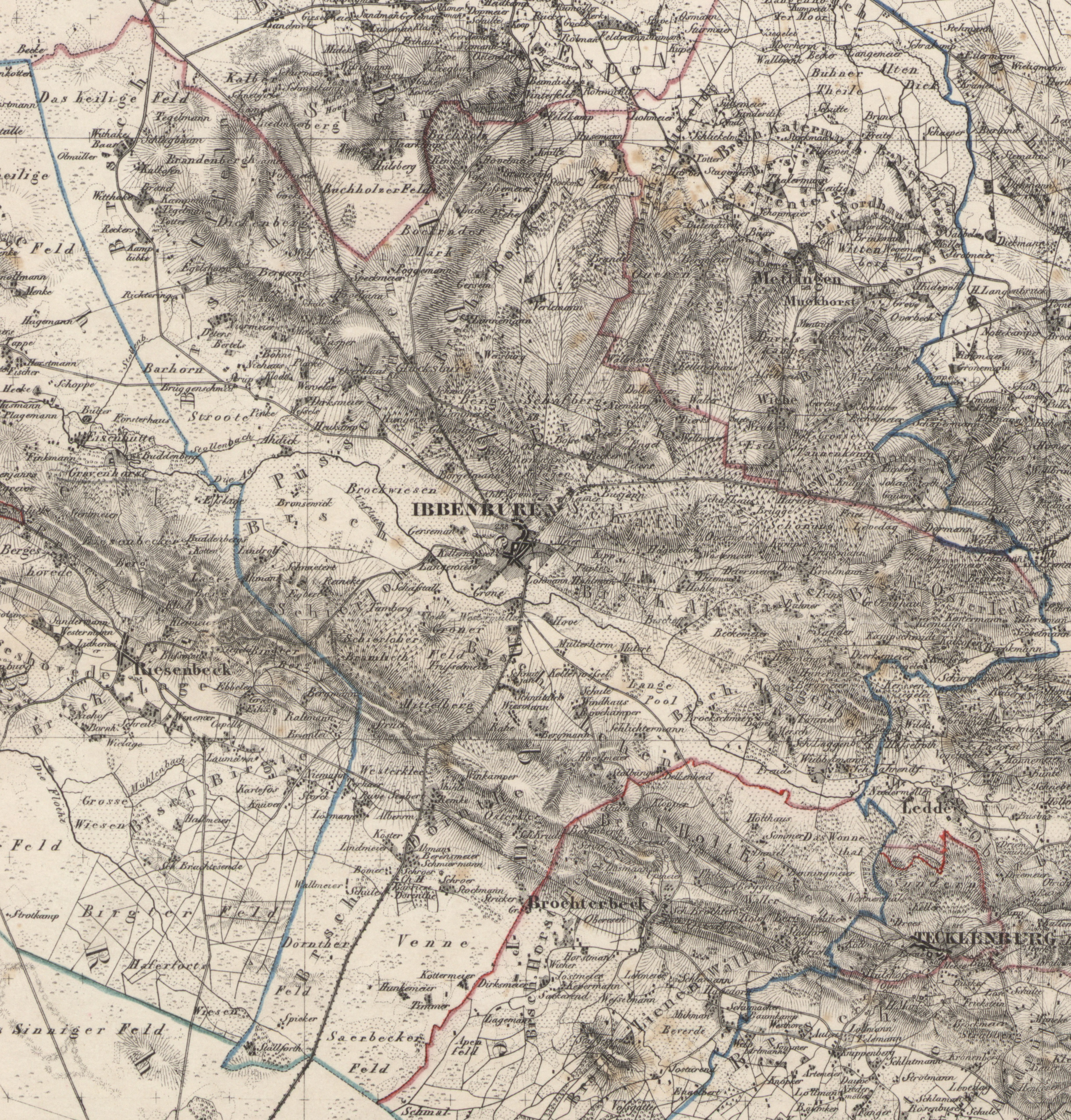
Stadt und Landgemeinde Ibbenbüren mit den zugehörigen Bauerschaften im 19. Jahrhundert

Die Gemeinde Ibbenbüren-Land umschloss die Stadt Ibbenbüren und besaß zuletzt eine Fläche von 95 km². Sie bestand aus den Bauerschaften Alstedde, Bockraden, Dörenthe, Laggenbeck, Lehen, Osterledde, Püsselbüren, Schafberg, Schierloh und Uffeln. Im 20. Jahrhundert dehnte sich außerdem die Bebauung der Stadt Ibbenbüren in das Gemeindegebiet aus.

## Geschichte
Das Gebiet der Gemeinde gehörte nach der Napoleonischen Zeit zunächst zur Bürgermeisterei Ibbenbüren im 1816 gegründeten Kreis Tecklenburg. Mit der Einführung der Westfälischen Landgemeindeordnung wurde 1843 aus der Bürgermeisterei Ibbenbüren das Amt Ibbenbüren, zu dem die Stadt sowie die Landgemeinde Ibbenbüren gehörten. Die Gemeinde wurde zu dieser Zeit teilweise auch als Kirchspiel Ibbenbüren bezeichnet. Durch das Münster/Hamm-Gesetz wurde die Gemeinde Ibbenbüren-Land zum 1. Januar 1975 in die Stadt Ibbenbüren eingemeindet, die gleichzeitig Teil des neuen Kreises Steinfurt wurde.

## Einwohnerentwicklung
| Jahr | Einwohner | Quelle |
| ---- | --------- | ------ |
| 1832 | 4.866     | [ 3 ]  |
| 1858 | 4.786     | [ 4 ]  |
| 1885 | 5.392     | [ 5 ]  |
| 1910 | 7.027     | [ 6 ]  |
| 1939 | 9.096     | [ 7 ]  |
| 1950 | 16.880    | [ 1 ]  |
| 1974 | 24.860    | [ 1 ]  |